# Et Dieu… créa la femme
Ne doit pas être confondu avec Et l'homme créa la femme.
Pour plus de détails, voir Fiche technique et Distribution.
Et Dieu… créa la femme est un film français réalisé par Roger Vadim sorti en 1956.
Le film met en scène Juliette, belle et sensuelle, qui fait chavirer les cœurs dans le petit port traditionnel de Saint-Tropez. Trois hommes se disputent l'amour de cette orpheline de 18 ans dont la soif de liberté est grande et qui redoute les lendemains.
Ce film a contribué à faire de Brigitte Bardot un mythe et un sex-symbol mondial des années 1960.
Succès commercial, le film se démarque par des résultats au box-office notables (16,5 millions d'entrées aux Etats-Unis). 

## Synopsis
Eric Carradine, riche entrepreneur quinquagénaire, pénètre dans la courette où Juliette, allongée nue derrière des draps qui sèchent, prend un bain de soleil. Orpheline recueillie dans une famille d’accueil, elle est belle et a la réputation de ne pas être farouche. Survient la tutrice de Juliette, exaspérée : celle-ci en a par-dessus la tête de cette gamine fantasque, qui ne travaille pas et ne sait qu’aguicher les hommes, tandis que son mari, grand invalide, passe ses journées derrière les volets à la guetter, plus ou moins dénudée.
Pour réaliser une vaste et fructueuse opération immobilière, Carradine a besoin de la cale où les trois frères Tardieu possèdent un petit atelier de réparation de bateaux. Il profite du passage d’Antoine, l’aîné des trois frères, qui travaille à Toulon, pour faire une offre. Mais celui-ci refuse, au grand dam de ses deux jeunes frères, Michel et Christian.
Un soir, Juliette, amoureuse d’Antoine et qui doit le rejoindre sur le port, surprend une conversation au cours de laquelle celui-ci explique ce qu’il pense d’elle, et qu'il ne la considère que comme une aventure sans lendemain. Ulcérée, Juliette se rend sur le yacht de Carradine, qui mouille au port, et tente de séduire celui-ci. Il résiste à la tentation, la sermonne un peu et la laisse repartir. Juliette quitte le bateau sous l’œil courroucé d’Antoine. S’ensuit une explication entre Antoine et Juliette au terme de laquelle les deux jeunes gens décident qu’ils partiront dès le lendemain vivre ensemble à Toulon. Mais, le lendemain, le car qui doit prendre Juliette au passage ne s’arrête pas, Antoine, rancunier, n’ayant donné aucune instruction au chauffeur et laissant Juliette avec sa valise sur le bord de la route.
À son retour, sa tutrice lui signifie qu’elle va partir en pension chez les sœurs jusqu’à ses 21 ans (âge de la majorité à l’époque), afin d'y apprendre la discipline. Alors que Juliette erre, désemparée, Michel, le jeune frère d’Antoine profondément amoureux d’elle, lui propose de l’épouser, ce qui lui éviterait la pension. D’abord réticente, car elle ne l’aime pas, Juliette finit par accepter. La nouvelle de ce projet de mariage est mal accueillie par tous, non seulement par sa tutrice mais aussi par sa future belle-mère, qui crie à la mésalliance. Quant à Antoine, il met en garde son jeune frère, mais rien n’y fait.
Après une dernière hésitation avant le « oui » sacramentel, Juliette est mariée à Michel. Sur le port, en sortant de la messe, le marié est rossé en voulant défendre l’honneur de sa toute nouvelle femme. Émue par son courage, Juliette commence à éprouver pour lui, sinon de l’amour, du moins de la tendresse. Les deux familles réunies pour la circonstance prennent le repas de mariage sans les deux tourtereaux, qui festoient à l’étage sur un plateau que Juliette est venue garnir entre deux orgasmes.
Pendant ce temps, Carradine a trouvé une solution qui arrache son accord à Antoine : au lieu de lui offrir de l’argent, il lui accordera une participation de 30 % dans une de ses sociétés. Antoine revient s’installer à plein temps à Saint-Tropez, au grand désespoir de Juliette qui l’aime toujours et redoute cette proximité quotidienne alors qu’elle essaie d’aimer son mari.
Un jour que Michel est parti à Marseille pour la journée, Juliette, désœuvrée, prend un petit bateau d’Antoine pourtant en réparation, pour aller faire un tour. Le moteur surchauffe et finit par prend feu non loin du rivage. Alerté, Antoine plonge pour la secourir ; Juliette sort de l'eau, sa robe collée au corps, et tombe dans les bras d'Antoine.
Dès son retour de Marseille, Michel est informé de son infortune par sa mère. Antoine veut l’empêcher de sortir pour récupérer sa femme, mais Michel se saisit d’un revolver dans un tiroir et le menace. Les deux frères en viennent aux mains : Michel assomme Antoine et part en quête de sa femme.
Pendant ce temps, Juliette, qui traîne sans trop savoir quoi faire, finit par entrer dans la boîte de nuit de Carradine, attirée par la musique. Là, elle se livre, sous l’œil consterné de Carradine, à un mambo lascif et endiablé. Michel arrive et tire sur elle, mais Carradine réussit à faire dévier le coup. Au cours de ce corps à corps, Carradine essuie une balle qui le blesse légèrement. Il demande à Antoine de le conduire en voiture à Nice chez un chirurgien de ses amis qui va panser la plaie. En cours de route, Carradine ordonne à Antoine de partir, afin de préserver la paix entre les deux familles.
Pendant ce temps, Juliette et Michel se retrouvent. Elle ne lui promet rien, mais un avenir possible entre eux se dessine.

## Fiche technique
- Titre original : Et Dieu… créa la femme
- Réalisation : Roger Vadim (assistants : Paul Feyder et Pierre Boursaus)
- Scénario : Roger Vadim et Raoul Lévy
  - Adaptation et dialogue : Roger Vadim
- Musique : Paul Misraki
- Solange Berry interprète de la chanson  "Dis moi Quelque Chose De Gentil"
- Direction musicale : Marc Lanjean

- Montage : Victoria Mercanton (assistante : Suzanne Cabon)
- Photographie : Armand Thirard
  - Opérateur : Louis Née
- Son : Pierre-Louis Calvet
- Script : Suzanne Durrenberger
- Décors : Jean André
- Maquillage : Hagop Arakelian
- Photographe de plateau : Léo Mirkine
- Production :  Raoul Lévy et Ignace Morgenstern, Ray Ventura.
- Sociétés de production : Hoche Productions, Cocinor, Iéna Films et Union cinématographique lyonnaise (UCIL)
- Sociétés de distribution : Cocinor
- Pays d'origine :  France
- Langue originale : français
- Format : couleur (Eastmancolor) - 35 mm - 2,35:1 (format CinemaScope)  - son mono (Westrex)
- Genre : drame
- Durée : 98 minutes
- Dates de sortie : 
  - France : 28 novembre 1956
- Film interdit aux moins de 16 ans lors de sa sortie en France
- Affiche : René Péron (France)

## Distribution
- Brigitte Bardot : Juliette Hardy, l'orpheline qui se marie avec Michel
- Curd Jürgens : Eric Carradine, entrepreneur amoureux de Juliette
- Jean-Louis Trintignant : Michel Tardieu, le jeune qui se marie avec Juliette
- Christian Marquand : Antoine Tardieu, le beau-frère de Juliette et amant de celle-ci
- Georges Poujouly : Christian Tardieu, le jeune frère d'Antoine et Michel
- Jane Marken : Mme Morin, la tutrice de Juliette
- Paul Faivre : M. Morin, le tuteur handicapé de Juliette
- Isabelle Corey : Lucienne, une amie de Juliette
- Jean Tissier : M. Marcel Vigier-Lefranc, un invité d'Eric
- Marie Glory : Mme Tardieu, la mère des trois frères Tardieu
- Jacqueline Ventura : Mme Vigier-Lefranc, une invitée d'Eric
- Jacques Ciron : Roger, le secrétaire d'Eric
- Jany Mourey : la déléguée de l'évêché
- Jean Lefebvre : le jeune danseur qui prend racine
- Philippe Grenier : Perri, l'architecte travaillant pour Eric
- Léopoldo Francès : le danseur noir qui répète
- André Toscano : René, le jeune homme qui provoque Michel
- Guy-Henry : un bagarreur
- Roger Vadim : le copain d'Antoine dans le car
- Raoul Lévy : un joueur du casino
- Lucien Callamand : le touriste qui vient acheter un journal
- Carlos Valdés : un percussionniste
- Évelyne Lacroix : une jeune participante à la soirée dansante
- Claude Véga : Roger (non crédité)

## Production
- Dates de tournage : du 3 mai au 7 juillet 1956
- Lieux de tournage : intérieurs aux Studios de la Victorine (Nice) ; extérieurs à Saint-Tropez et alentours, Gassin, La Croix-Valmer et Ramatuelle

## Réception
Le film déchaîne des cascades de sentiments, autant de passion, d'idolâtrie et de coup de foudre pour les uns, que d'indignation, de colère ou de haine pour les autres. C'est la première fois qu'une femme exprime au cinéma son désir à l'égal d'un homme, et utilise son corps pour s'affirmer et conquérir la liberté, en rupture avec les destins de pensionnaire ou de femme mariée alors proposés par la société aux jeunes femmes de cet âge. Par ailleurs, les scènes de nu choquent, et certaines sont censurées en France et en Grande-Bretagne, soit presque un quart du film en France. C'est en effet un des premiers films, en France, où la nudité féminine s'écarte vraiment de l'académie picturale traditionnelle et assume volontairement une liaison avec la sexualité.
Si le film est bien accueilli par les jeunes réalisateurs de la Nouvelle Vague — Claude Chabrol, François Truffaut, Jean-Luc Godard —, il est boudé par le public lors de sa première sortie en France. En revanche, il reçoit un accueil enthousiaste en Angleterre, tout comme en Allemagne. Ce succès lui vaut d'être remis à l'affiche des écrans français, ce qui est extrêmement rare. Aux États-Unis, où il sort en octobre 1957, le film suscite une intense campagne des Églises : « À Philadelphie, sixième ville du pays, des inspecteurs effectuent des descentes dans des cinémas pour saisir les copies au nom d’une loi interdisant les spectacles obscènes ». L’archevêque de Lake Placid « tente d’acheter tous les billets pour que personne ne puisse voir le film. Devant le refus du propriétaire du Palace Theater, le prêtre prêche le boycottage de ce cinéma auprès de ses fidèles et de ceux de l’Église protestante ».

## Box-office
Le film réalise 3 831 979 entrées en France et 4 706 000 en Allemagne.

## Remake
- Un remake américain sort en 1988, And God Created Woman, également réalisé par Roger Vadim mais avec Rebecca De Mornay dans le rôle principal.

## Autour du film
- Ce film propulse Roger Vadim, Brigitte Bardot, Jean-Louis Trintignant et Christian Marquand au rang de stars internationales.
- Brigitte Bardot devient, avec ce film, à la fois un mythe et un sex-symbol mondial des années 1960, une star médiatique, un emblème de l'émancipation des femmes, une jeune fille à la fois modèle et diablesse, une libre provocatrice ingénue et impudique, un symbole de la féminité, de la liberté sexuelle, d'une révolution des mœurs latente et de la grande vague existentialiste du couple Jean-Paul Sartre / Simone de Beauvoir qui suit. Des milliers de femmes imitent alors le style Bardot, copiant au moins ses ballerines, sa robe de Vichy rose et sa coiffure, voire son attitude face à la sexualité.
- Brigitte Bardot achète ensuite La Madrague sur la route des Canebiers à Saint-Tropez en 1958 et contribue à faire de ce village, alors peu connu, un endroit de légende internationale.
- Le mariage de Roger Vadim et Brigitte Bardot vole en éclats à cause de l'hystérie médiatique qui suit le film.
- Le film voit la naissance d'une histoire d'amour entre Brigitte Bardot et Jean-Louis Trintignant.
- Le film est célèbre pour plusieurs raisons : Saint-Tropez, Brigitte Bardot, la danse tam-tam mambo, le scandale, les premiers nus de Bardot qui vont permettre au film de battre des records de recettes, tout particulièrement aux États-Unis.

## Dans la culture populaire
- La vidéo du groupe Culture Club God Thank You Woman (1986) comprend des incrustations de plusieurs stars féminines dont de Brigitte Bardot dansant dans Et Dieu créa la Femme.